# Juro (canción de Daniela Castillo)
«Juro» es el tercer sencillo del tercer álbum "Turn it up" de la cantante chilena Daniela Castillo. El sencillo es lanzado el 29 de abril de 2014 con la publicación del video en Internet. La canción fue producida por Alan Jones y escrita por Daniela, basándose en el caso de una persona cercana que sufrió violencia intrafamiliar y siendo un tema del acontecer nacional.

## Video musical
El video es dirigido por Javier Domínguez y fue grabado con el apoyo del SERNAM para hacer un llamado a la sociedad respecto al tema del abuso y la violencia hacia la mujer. El video cuenta con la participación del actor y artista circense Francisco Puelles, más conocido como “Chapu”.